# Bóje

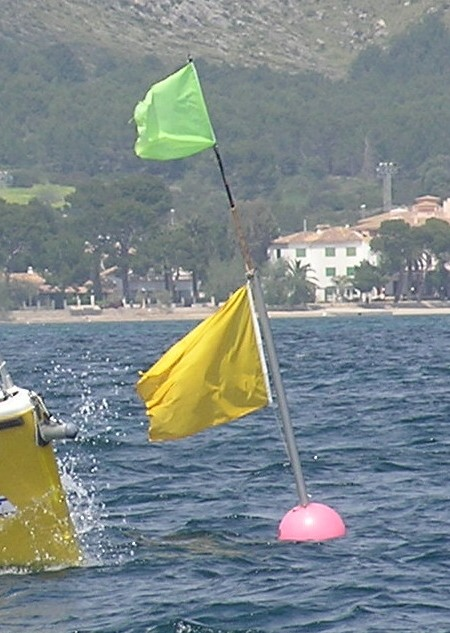
Bóje s praporky pro označení plavební dráhy v jachtingu

Bóje, také bójka, je zařízení plovoucí na vodní hladině (moře, řeky, jezera aj.) a sloužící nejčastěji jako druh plavebního znaku k označení daného místa pro usnadnění plavby lodí, případně nesoucí měřící zařízení (měření výšky vln, systémy varování před tsunami aj). Bóje jsou většinou ukotveny ke dnu pomocí řetězu; jedná se o dutá tělesa naplněná vzduchem, případně jiným neutrálním plynem. V některých případech jsou bóje vyplněny hydrofobní pěnou (polystyren aj.) což zabraňuje jejich naplnění vodou v případě poškození. Plavou na základě Archimédova zákona, neboť jejich hmotnost je nižší než hmotnost stejného objemu vody. Vztlaková síla musí být současně dostatečná pro vyrovnání tíhové síly působící na zespoda umístěné kotvicí části.
Pro noční navigaci se používají bóje nesoucí světla, případně vybavené radiomajákem.